# DJ Yella
DJ Yella, pseudonimo di Antoine Carraby (Compton, 11 dicembre 1961), è un disc jockey, rapper, produttore discografico e regista statunitense.

## Biografia
Originariamente membro della World Class Wreckin' Cru insieme al rapper, Dj e beatmaker Dr. Dre, con lui entrò poi nei N.W.A (costituiti da Yella, Dre, Ice Cube, MC Ren e Eazy-E), tra i primi gruppi a lanciare il gangsta rap. Yella e Dre hanno prodotto il primo album in studio di Eazy-E, Eazy Duz It, e tutti i lavori dei NWA. Tutti questi album vendettero milioni di copie, rendendoli nomi storicamente importanti dell'hip hop. In quel periodo DJ Yella cominciò anche a girare film porno, con il nome d'arte Tha Kidd.
Dopo lo scioglimento dei NWA nel 1991, Yella fu l'unico del gruppo a rimanere fedele ad Eazy-E. Nei quattro anni seguenti produsse album e canzoni per numerosi artisti della Ruthless Records, tra cui lo stesso Eazy, JJ Fad, Menajahtwa e Bone Thugs n Harmony.
Nel 1995 Eazy-E morì all'improvviso, e la Ruthless si trovò in difficoltà. Yella rimase a completare la produzione dell'ultimo album di Eazy-E, anche se ebbe problemi nella selezione definitive delle tracce, registrate con vari produttori. Un anno dopo pubblicò One Mo Nigga Ta Go per l'etichetta Street Life, con molti rapper della Ruthless chiamati a rappare alle sue registrazioni.
A quel punto scomparve dalla scena musicale, e poi riprese l'attività di regista porno. Benché non abbia finora progettato di ritornare ad incidere dischi, con l'ex N.W.A MC Ren registrò la canzone "Bangin" per la colonna sonora di un suo film porno. Nel 2000 gli N.W.A si ricongiunsero per scrivere due nuovi pezzi, Chin Check e Hello, ma Yella non ne prese parte.
Il 26 novembre 2011 Yella è ritornato nel mondo della musica, e attualmente sta lavorando al suo nuovo album intitolato West Coastin', che inizialmente doveva essere pubblicato durante l'estate del 2012, ma l'uscita sembra essere stata posticipata.

## Discografia
- 1996 – One Mo Nigga Ta Go